# Maison de l'Élection
L'Hôtel de l'Élection  est un hôtel particulier situé à Troyes, en France. Il est classé monument historique depuis 1933.

## Localisation
Situé dans le département français de l'Aube, sur la commune de Troyes, au 26  de la rue de la Monnaie.

## Historique
Ce bâtiment construit après le grand incendie de 1524 par Michel Drouot, drapier de la ville qui a été maire de 1536 à 1538.
Elle devint le siège de l'Élection en 1628 après son achat par le roi Louis XIII jusqu'en 1754. 
L'hôtel est en pan de bois avec un encorbellement. Il avait, côté cour, une tourelle qui servait d'escalier et dont le toit en pignon a été détruit en 1903 par un incendie ; l'épi du sommet de cette tourelle carrée, épargné par les flammes, se trouve actuellement au musée Saint-Loup de Troyes,. Il est en plomb coulé et repoussé au marteau, ou tordu à la main.

## Images

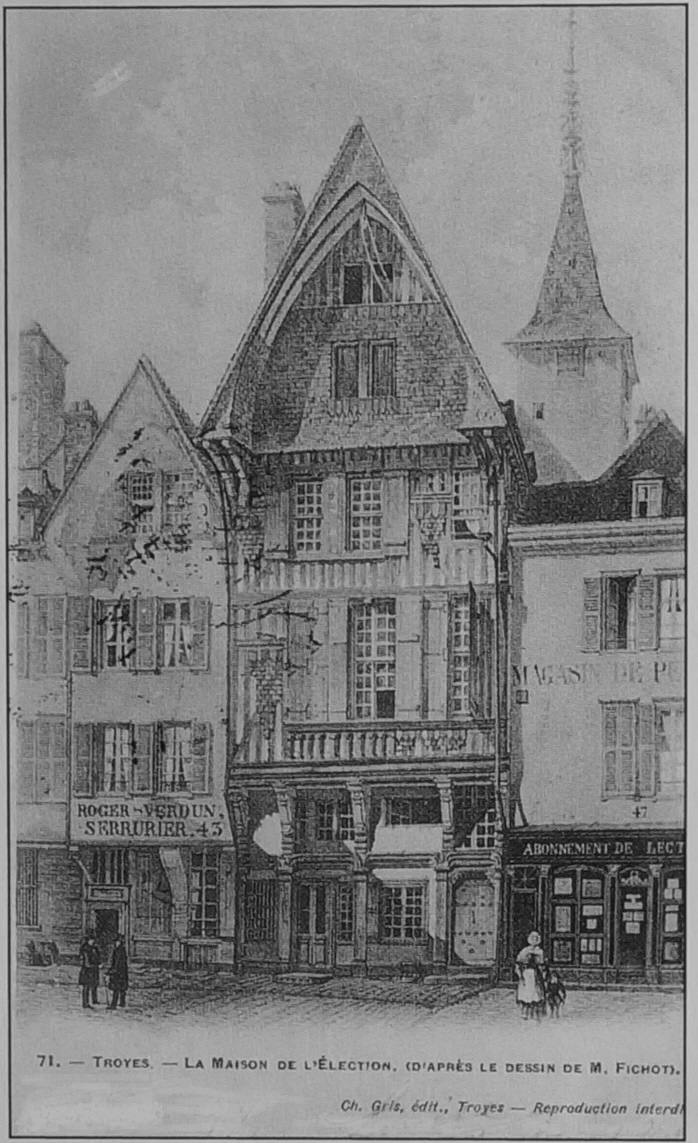
La maison
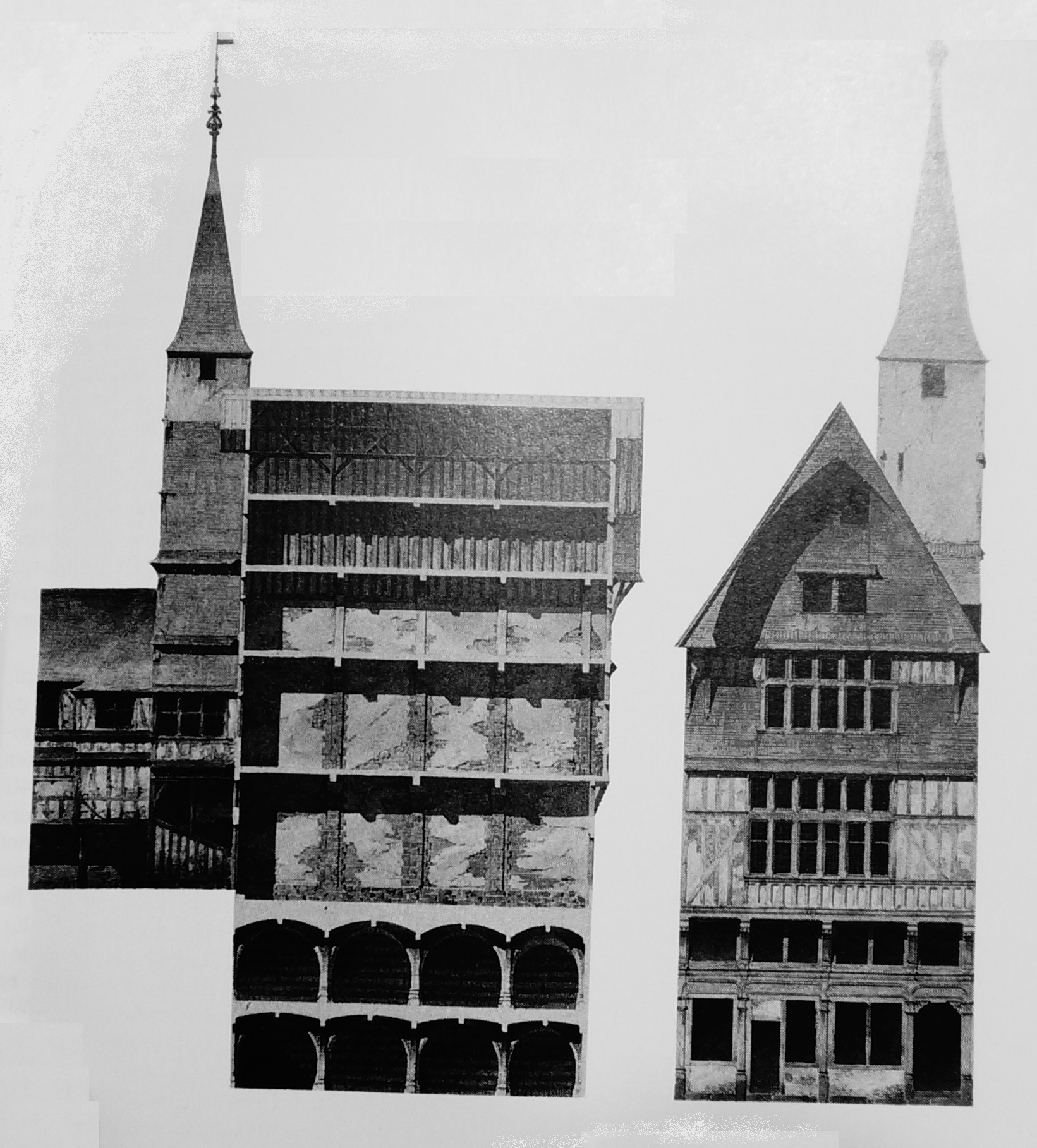
avec sa tour escalier.
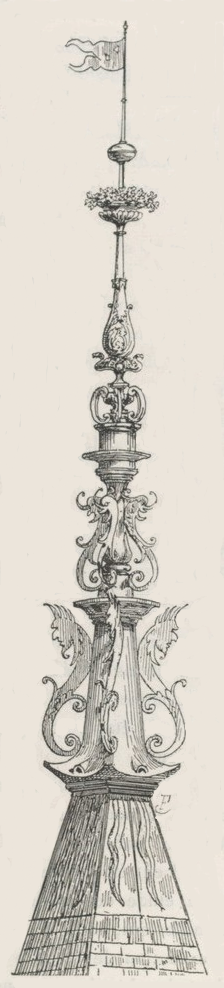
L'épi de faîtage[5].